# Myotis bombinus
Myotis bombinus (Thomas, 1906) è un pipistrello della famiglia dei Vespertilionidi diffuso nell'Asia orientale.

## Descrizione

### Dimensioni
Pipistrello di piccole dimensioni, con la lunghezza della testa e del corpo tra 41 e 52 mm, la lunghezza dell'avambraccio tra 37 e 42 mm, la lunghezza della coda tra 38 e 45 mm, la lunghezza del piede tra 8 e 12 mm, la lunghezza delle orecchie tra 14 e 19 mm.

### Aspetto
La pelliccia è soffice e lanosa. Le parti dorsali sono bruno-grigiastre, con le punte dei peli più chiare, mentre le parti ventrali sono più chiare. Le orecchie sono lunghe, strette ed appuntite. Il trago è sottile e visibilmente curvato in avanti. Le membrane alari sono attaccate posteriormente alla base delle dita dei piedi, i quali sono grandi. La lunga coda è inclusa completamente nell'ampio uropatagio, il cui margine libero è frangiato con setole diritte o poco ricurve. Il calcar è lungo e privo di carenatura. Il cranio è lungo e robusto, con un rostro più corto e una scatola cranica più lunga. Il terzo premolare superiore è disposto lungo la linea alveolare. Il cariotipo è 2n=44 FNa=50.

## Biologia

### Comportamento
Si rifugia all'interno di grotte, cavità degli alberi e in case dove forma piccole colonie. Potrebbe essere una specie parzialmente migratoria.

### Alimentazione
Si nutre di insetti.

## Distribuzione e habitat
Questa specie è diffusa nell'Estremo oriente dal Lago Baikal alla Corea del Nord e il Giappone.
Vive nelle foreste mature.

## Tassonomia
Sono state riconosciute 2 sottospecie:
- M.b.bombinus: Giappone: Hokkaidō, Honshū, Shikoku, Kyūshū, Kuchinoerabu, Yakushima; Kunashir nelle Isole Curili[4];
- M.b.amurensis (Ognev, 1927): Province cinesi dell'Heilongjiang e Jilin, Corea del Nord e Russia sud-orientale, dalle sponde del Lago Baikal alla regione di Vladivostok.

## Conservazione
La IUCN Red List, considerata la perdita del proprio habitat e il disturbo umano arrecato nei siti invernali, classifica M.bombinus come specie prossima alla minaccia di estinzione (Near Threatened).